# Rock and Roll (píseň, Led Zeppelin)
„Rock and Roll“ je píseň anglické rockové skupiny Led Zeppelin, vydaná na jejich albu Led Zeppelin IV, vydaném v roce 1971. Jejími autory jsou Jimmy Page, Robert Plant, John Paul Jones a John Bonham. Skladbu předělali i hudebníci a skupiny Heart, Chris Norman, Jerry Lee Lewis, Vanilla Fudge nebo Stevie Nicks.